# Anne Heche
Anne Celeste Heche  ([ heɪtʃ ]); (Aurora, Ohio, 1969. május 25. – Los Angeles, Kalifornia, 2022. augusztus 11.) amerikai színésznő, filmrendező, forgatókönyvíró.

## Élete és pályafutása
A középiskolát követően azonnal egy tévésorozat szereplője lett; az Another World című sorozatból kapott szerepet, ahol 1987–1992 között volt látható.
Egy évvel később jött első nagyjátékfilmje a Huckleberry Finn kalandjai (1993). Az 1990-es évek elején olyan filmekben volt látható, mint Az ifjú Indiana Jones kalandjai (1993), A sors kegyeltje (1994) és a Bármit megteszek (1994). 1996-ban Heche átütő sikert aratott Demi Moore partnereként Az esküdt című filmben. Még ugyanebben az évben szerepet kapott Cher mellett a Ha a falak beszélni tudnának című filmben. 1997-ben Johnny Depp feleségét alakította a Fedőneve: Donnie Brasco című filmben és feltűnt a Tudom, mit tettél tavaly nyáron című horrorfilmben. Harrison Ford társaként szerepelt a Hat nap, hét éjszaka című romantikus filmben (1998). 1998-ban a People magazin beválasztotta a világ 50 legszebb embere közé. A Psycho című 1998-as filmben ő játszotta Marion Crane-t, Vince Vaughn ellenfelét. Egy évvel később egy szkeptikus lányt alakított A harmadik csoda című filmben.
2000-ben debütált első rendezői filmjével, amely a Ha a falak beszélni tudnának 2. volt, ebben forgatókönyvíróként is közreműködött. 2001-ben jelent meg könyve Call Me Crazy címmel. Denzel Washingtonnal szerepelt a 2002-es John Q – Végszükség című filmben. 2004–2005-ben az Everwood című sorozatban volt látható. 
2006–2008 között egy újabb sorozatszerepet kapott A férfi fán terem című vígjáték-drámasorozatban.

### Balesete és halála
Anne Heche 2022. augusztus 5-én este gépkocsijával súlyos autóbalesetet szenvedett Los Angelesben. Járművével előbb egy garázsnak, majd egy háznak csapódott, és az ütközés következtében mind az épület, mind az autó kigyulladt. A baleset egyedüli sérültje Heche volt, akit a mentők kritikus állapotban, súlyos égési sérülésekkel valamint tüdő- és agysérüléssel szállítottak kórházba. Kiérkezésüket megelőzően a szerencsétlenség szemtanúi siettek a színésznő segítségére.
Heche az intenzív osztályon feküdt, életéért végig küzdöttek az orvosok.
Az elsődleges információk szerint Heche drogok hatása alatt ült a volán mögé, és legalább 100 km/óra sebességgel hajtott, mielőtt az épületnek csapódott volna. Az első vizsgálatok kimutatták a fentanil, kokain és alkohol jelenlétét a szervezetben.
Heche állapota a következő napokban is kritikus maradt, mesterséges kómában tartották, súlyos égési sérülései miatt pedig műtétet helyeztek kilátásba. Rövidesen viszont nyilvánvalóvá vált, hogy nem éli túl a sérüléseket, kiváltképp az agyat ért trauma miatt.
Később a színésznőt a kórházban agyhalottnak nyilvánították, majd közölték: lekapcsolják az életben tartó berendezéseket. Néhány órával később hivatalosan is megerősítették, hogy a színésznő 53 éves korában meghalt. Kívánságának megfelelően szerveit átültetésre ajánlották fel, aminek köszönhetően nyolc ember életét mentették meg.

## Magánélete
1997–2000 között Ellen DeGeneres volt a párja. 2001-ben házasságot kötött Coleman Lafoonnal, akitől 2002-ben megszületett gyermeke, Homer. 2007-ben elváltak. Később James Tupper párja volt, és 2009-ben megszületett közös gyermekük. 2018-ban ez a kapcsolata is szakítással végződött.

## Filmográfia

### Film
| Év   | Magyar cím                      | Eredeti cím                     | Szerep               | Magyar hang         |
| ---- | ------------------------------- | ------------------------------- | -------------------- | ------------------- |
| 1993 |                                 | An Ambush of Ghosts             | Denise               |                     |
| 1993 | Huckleberry Finn kalandjai      | The Adventures of Huck Finn     | Mary Jane Wilks      | Gulyás Ágnes        |
| 1994 | Bármit megteszek                | I'll Do Anything                | Claire               |                     |
| 1994 | A sors kegyeltje                | A Simple Twist of Fate          | Tanny játszótársa    |                     |
| 1994 | Dugipénz                        | Milk Money                      | Betty                |                     |
| 1995 | Vad oldal                       | Wild Side                       | Alex Lee             | Orosz Helga         |
| 1996 | Az esküdt                       | The Juror                       | Juliet               | Farkasinszky Edit   |
| 1996 | Derült égből El-visz            | Pie in the Sky                  | Amy                  | Kisfalvi Krisztina  |
| 1996 |                                 | Walking and Talking             | Laura                |                     |
| 1997 | Fedőneve: Donnie Brasco         | Donnie Brasco                   | Maggie Pistone       | Gubás Gabi          |
| 1997 | Tűzhányó                        | Volcano                         | Dr. Amy Barnes       | Rudolf Teréz        |
| 1997 | Tudom, mit tettél tavaly nyáron | I Know What You Did Last Summer | Melissa "Missy" Egan | Kiss Eszter         |
| 1997 | Amikor a farok csóválja…        | Wag the Dog                     | Winifred Ames        | Orosz Helga         |
| 1998 | Hat nap, hét éjszaka            | Six Days, Seven Nights          | Robin Monroe         | Murányi Tünde       |
| 1998 | Visszatérés a Paradicsomba      | Return to Paradise              | Beth McBride         | Orosz Helga         |
| 1998 | Psycho                          | Psycho                          | Marion Crane         | Rudolf Teréz        |
| 1999 | A harmadik csoda                | The Third Miracle               | Roxane               | Major Melinda       |
| 2000 | Halálos azonosság               | Auggie Rose                     | Lucy Brown           | Orosz Helga         |
| 2001 | A Prozac népe                   | Prozac Nation                   | Dr. Sterling         |                     |
| 2002 | John Q – Végszükség             | John Q.                         | Rebecca Payne        | Murányi Tünde       |
| 2004 | Születés                        | Birth                           | Clara                | Horváth Lili        |
| 2005 | Érzékiség                       | Sexual Life                     | Gwen                 | Rudolf Teréz        |
| 2007 |                                 | Suffering Man's Charity         | Helen Jacobsen       |                     |
| 2007 |                                 | What Love Is                    | Laura                |                     |
| 2007 | Superman: Ítéletnap             | Superman: Doomsday              | Lois Lane (hangja)   | Pálfi Kata          |
| 2008 | Mérgező égbolt                  | Toxic Skies                     | Dr. Tess Martin      | Götz Anna           |
| 2009 | Toyboy – Selyemfiú a pácban     | Spread                          | Samantha             | Orosz Helga         |
| 2010 | Pancser Police                  | The Other Guys                  | Pamela Boardman      | Takács Andrea       |
| 2011 | Céges buli                      | Cedar Rapids                    | Joan Ostrowski-Fox   | Majsai-Nyilas Tünde |
| 2011 | Rampart                         | Rampart                         | Catherine            | Makay Andrea        |
| 2012 |                                 | That's What She Said            | Dee Dee              |                     |
| 2012 |                                 | Black November                  | Barbra               |                     |
| 2012 | Arthur Newman világa            | Arthur Newman                   | Mina Crawley         | Orosz Helga         |
| 2013 |                                 | Nothing Left to Fear            | Wendy                |                     |
| 2013 |                                 | Life at These Speeds            | Rowan edző           |                     |
| 2015 | Joker                           | Wild Card                       | Roxy                 | Majsai-Nyilas Tünde |
| 2016 |                                 | Opening Night                   | Brooke               |                     |
| 2016 |                                 | Catfight                        | Ashley               |                     |
| 2017 | Barátom, Dahmer                 | My Friend Dahmer                | Joyce Dahmer         | Orosz Anna          |
| 2017 |                                 | Armed Response                  | Riley                |                     |
| 2019 | Ellenségek legjobbika           | The Best of Enemies             | Mary Ellis           |                     |
| 2020 |                                 | The Vanished                    | Wendy Michaelson     |                     |
| 2021 |                                 | 13 Minutes                      | Tammy                |                     |
| 2022 |                                 | What Remains                    | Maureen Silverton    |                     |
| 2023 |                                 | Frankie Meets Jack              | Katrina              |                     |
| 2023 | Szupercella                     | Supercell                       | Quinn Brody          | Orosz Helga         |
| 2023 |                                 | You're Killing Me               | Astrid Schroder      |                     |
| 2024 |                                 | Wildfire                        | Diana Jones          |                     |

### Televízió
| Év        | Magyar cím                      | Eredeti cím                        | Szerep                      | Megjegyzések                                       |
| --------- | ------------------------------- | ---------------------------------- | --------------------------- | -------------------------------------------------- |
| 1987–1991 |                                 | Another World                      | Vicky Hudson / Marley Love  | 45 epizód                                          |
| 1991      |                                 | Murphy Brown                       | Nica                        | 1 epizód                                           |
| 1992      |                                 | O Pioneers!                        | Marie                       | tévéfilm                                           |
| 1993      | Az ifjú Indiana Jones kalandjai | The Young Indiana Jones Chronicles | Kate                        | 1 epizód                                           |
| 1994      | Fejjel a falnak                 | Against the Wall                   | Sharon                      | tévéfilm                                           |
| 1994      |                                 | Girls in Prison                    | Jennifer                    | tévéfilm                                           |
| 1994      |                                 | The Investigator                   | Lucinda                     | televíziós rövidfilm                               |
| 1995      | Kingfish – Egy vaskezű diktátor | Kingfish: A Story of Huey P. Long  | Aileen Dumont               | - tévéfilm - magyar hangja: - Györgyi Anna         |
| 1996      | Ha a falak beszélni tudnának    | If These Walls Could Talk          | Christine Cullen            | tévéfilm                                           |
| 1997      |                                 | Subway Stories                     | terhes lány                 | tévéfilm                                           |
| 1998      |                                 | Ellen                              | Karen                       | 1 epizód                                           |
| 2000      | Fojtogató szerelem              | One Kill                           | Mary Jane O'Malley százados | tévéfilm                                           |
| 2000      | Ha a falak beszélni tudnának 2. | If These Walls Could Talk 2        | nem szerepel                | tévéfilm rendezője (2000 című szegmens)            |
| 2001      | Ally McBeal                     | Ally McBeal                        | Melanie West                | 7 epizód                                           |
| 2001      |                                 | On the Edge                        | nem szerepel                | tévéfilm rendezője (Reaching Normal című szegmens) |
| 2004      | Gracie választása               | Gracie's Choice                    | Rowena Lawson               | tévéfilm                                           |
| 2004      | A gyűrű titka                   | The Dead Will Tell                 | Emily Parker                | - tévéfilm - magyar hangja: - Kiss Virág           |
| 2004–2005 | Everwood                        | Everwood                           | Amanda Hayes                | 10 epizód                                          |
| 2005      |                                 | True                               | Rosie True                  | leadatlan próbaepizód                              |
| 2005      | Kés/Alatt                       | Nip/Tuck                           | Nicole Morretti             | 3 epizód                                           |
| 2005      | Ezüst csengettyűk               | Silver Bells                       | Catherine O'Mara            | - tévéfilm - magyar hangja: - Kökényessy Ági       |
| 2005–2006 |                                 | Higglytown Heroes                  | Gloria a pincérnő (hangja)  | 3 epizód                                           |
| 2006      | Láncra verve                    | Fatal Desire                       | Tanya Sullivan              | - tévéfilm - magyar hangja: - Németh Kriszta       |
| 2007      | A Sci-Fi Mesterei               | Masters of Science Fiction         | Martha Van Vogel            | - 1 epizód - magyar hangja: - Böhm Anita           |
| 2006–2008 | A férfi fán terem               | Men in Trees                       | Marin Frist                 | főszereplő (36 epizód)                             |
| 2009–2011 | Hung – Neki áll a zászló        | Hung                               | Jessica Haxon               | főszereplő (30 epizód)                             |
| 2011      |                                 | Girl Fight                         | Melissa                     | tévéfilm                                           |
| 2011      |                                 | Silent Witness                     | Kate Robb                   | tévéfilm                                           |
| 2012      | Pokoli áramszünet               | Blackout                           | Dr. Debra Westen            | minisorozat                                        |
| 2013      | Mennyei tippek                  | Save Me                            | Beth Harper                 | főszereplő (7 epizód)                              |
| 2013–2014 |                                 | The Michael J. Fox Show            | Susan Rodriguez-Jones       | 4 epizód                                           |
| 2013–2015 | Kalandra fel!                   | Adventure Time                     | Cherry Cream Soda (hangja)  | 2 epizód                                           |
| 2014      | Karácsonyi káosz                | One Christmas Eve                  | Nell Blakemore              | tévéfilm                                           |
| 2014      | Korra legendája                 | The Legend of Korra                | Suyin Beifong (hangja)      | 14 epizód                                          |
| 2015      | Az ősi prófécia                 | Dig                                | Lynn Monahan                | minisorozat                                        |
| 2015      | Quantico                        | Quantico                           | Dr. Susan Langdon           | 1 epizód                                           |
| 2016      |                                 | Aftermath                          | Karen Copeland              | főszereplő (10 epizód)                             |
| 2016      |                                 | Looks Like Christmas               | Carol Montgomery            | tévéfilm                                           |
| 2017–2018 |                                 | The Brave                          | Patricia Campbell           | főszereplő (13 epizód)                             |
| 2018–2019 | Bűnös Chicago                   | Chicago P.D.                       | Katherine Brennan           | 11 epizód                                          |
| 2020      |                                 | Dancing with the Stars             | önmaga                      | versenyző (29. évad)                               |
| 2021–2023 | Bírónő, kérem!                  | All Rise                           | Corrine Cuthbert            | visszatérő szerep (2. évad) 5 epizód               |
| 2022      |                                 | Girl in Room 13                    | Janie                       | tévéfilm                                           |

### Videójátékok
| Év   | Cím                | Szerep                 |
| ---- | ------------------ | ---------------------- |
| 1996 | 9: The Last Resort | Miss G-String (hangja) |

## Művei
- Call Me Crazy (2001)

## Díjai
- Daytime Emmy-díj (1991) Another World